# Eriococcus euphorbiae
Eriococcus euphorbiae är en insektsart som beskrevs av Ferris 1955. Eriococcus euphorbiae ingår i släktet Eriococcus och familjen filtsköldlöss. Inga underarter finns listade i Catalogue of Life.